# Bukowo (powiat kartuski)
Bukowo (dodatkowa nazwa w j. kaszub. Bùkòwò) – wieś w Polsce położona w województwie pomorskim, w powiecie kartuskim, w gminie Sierakowice. 
Kolonia nad zachodnim brzegiem jeziora Bukowskiego w kompleksie Lasów Mirachowskich Kaszubskiego Parku Krajobrazowego. W kierunku północnym od Bukowa znajdują się rezerwaty Jezioro Turzycowe i Kurze Grzędy.
W latach 1975–1998 miejscowość należała administracyjnie do województwa gdańskiego.
Przed 2023 r. miejscowość była miejscowością podstawową typu kolonia.